# Lasse Rise
Lasse Rise (født 9. juni 1986) er en dansk fodboldspiller, der spiller  for fodboldklubben Prespa i Serie 1.

## Karriere

### Lyngby Boldklub (2016–17)
Den 8. juni 2016 blev det offentliggjort, at Rise vendte hjem til Lyngby Boldklub efter 5½-års andetsteds.

### Keflavík (2017-)
Dem 21. juli 2017 kunne Lyngby Boldklub meddele at de har opløst kontrakten med Lasse Rise og at han har skrevet under på en ny kontrakt med islandske Keflavík fra den næstbedste række 1. deild karla. 